# 白鳥陵
白鳥陵（しらとりのみささぎ）は、ヤマトタケルの陵。
奈良県御所市富田と大阪府羽曳野市軽里（軽里大塚古墳）の2ヶ所に治定されている。

## 概要
ヤマトタケルが伊勢国能褒野で薨じ、同地に「陵」を造って葬ったことは、『古事記』『日本書紀』ともに一致するところであるが、さらに白鳥（『古事記』では「八尋白智鳥」）と化して西方に飛び、降り留まった地にあらたに「陵」を起こしたという記事は両書で異同がある。
『古事記』においては能褒野から白鳥となって飛び、河内国志幾に留まり、そこに「陵」を起こし、これを「白鳥陵」と呼んだが、のちここからまたも白鳥となって飛び、ついに昇天したという。
つまり『古事記』の白鳥陵は河内国志幾に営んだ「陵」である。
『日本書紀』巻第七によれば白鳥となって能褒野陵から出て、まず大和国琴弾原（奈良県御所市冨田）にとどまり、そこに「陵」を造ったところ、さらに白鳥となって河内国旧市邑にいきとどまったので、そこにも「陵」を造ったが、また白鳥となって天に上ったという。
『日本書紀』では最初の能褒野陵、大和琴弾原の「陵」、河内国旧市邑の「陵」と三陵を時人は「白鳥陵」とよんだという。
皇子の墓を「陵」というのは、『古事記』、『日本書紀』においてヤマトタケルの能褒野陵、2つの白鳥陵のみで、例外的である。
のちにヤマトタケルの墓を「能褒野墓」と定め、また『日本書紀』の所伝をも尊重し、「白鳥陵」2つを能褒野墓に附属するものとした。

## 備考
- 『続日本紀』大宝2年（702年）8月8日条に、「倭建命の墓に落雷があったので、使いを遣わして鎮祭をした」と記述がみられる。